# 性円法親王
性円法親王（しょうえんほっしんのう、正応5年（1292年）- 貞和3年/正平2年3月7日（1347年4月18日））は鎌倉時代後期から南北朝時代にかけての法親王。後宇多天皇の皇子で、母は五辻忠子（談天門院）。南池院宮と称された。

## 経歴
正和2年（1313年）正月22日、父である後宇多法皇より灌頂を受け、元応2年（1320年）7月16日、無品から二品に叙せられる。父と同じく大覚寺に入り、大覚寺門跡となった。貞和3年/正平2年（1347年）3月7日、清水坂の僧坊にて56歳で入寂する。ただし、近年の研究において、兄弟である後醍醐天皇及び南朝を支持していたために、大覚寺のある京都を支配していた北朝と室町幕府は叔父にあたる寛尊法親王を大覚寺門跡に擁立し、このため事実上門跡の地位は分裂していたとする説もある。